# Johann Christian Ehrmann

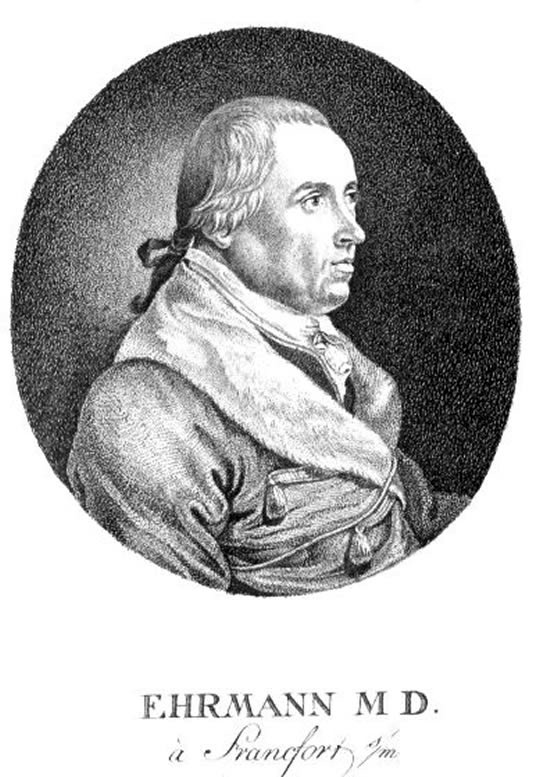
Johann Christian Ehrmann

Johann Christian Ehrmann (* 29. April 1749 in Straßburg; † 31. August 1827 in Speyer) war ein deutscher Mediziner und als Autor sowohl im medizinischen Bereich als auch als Satiriker tätig.

## Leben
Johann Christian Ehrmann war Sohn des gleichnamigen Professors der Medizin in Straßburg und studierte selbst Medizin an der Universität Basel, wo er 1772 zum Dr. med. promoviert wurde. Er war ab 1779 als praktischer Arzt in Frankfurt am Main tätig, ab 1796 als Garnisonsarzt und von 1804 bis 1817 Seuchenarzt am Rochusspital, ab 1808 als Medizinalrat. Den Ruhestand verlebte er ab 1821 in Speyer. Sein Nachfolger am Rochusspital wurde Georg Kloß, der bereits 1816 als sein Adjunkt eingearbeitet worden war.
Ehrmann wurde 1780 Mitglied der Deutschen Akademie der Naturforscher Leopoldina. Er pflegte seit Straßburger Zeiten den Umgang mit Goethe, der auch an Ehrmanns Unterrichtveranstaltungen an den Krankenbetten der Straßburger Klinik teilnahm, und gründete 1809 gemeinsam mit Friedrich Christian Matthiä den satirischen Orden der verrückten Hofräthe. Zudem wurde er 1784 in die Frankfurter Freimaurerloge Zur Einigkeit aufgenommen.
Als Impfgegner kritisierte Ehrmann die von Edward Jenner eingeführte Schutzimpfung gegen Pocken scharf.

## Werke
- Unter dem „ausgeliehenen“ Pseudonym „Jean Paul“:
  - Das Buch Glaube, Liebe, Hoffnung. Oder die nothgedrungene Auswanderung des Oberförsters Joseph Wolf nebst seinem Weib, und seinen neun Kindern, im Jahr 1807. Frankfurt, Andreäische Buchhandlung, 1809. 1. Ed.
  - 1810 als Fortsetzung: Zweites Buch Glaube, Liebe, Hoffnung.
- Wissenschaftlich unter seinem Namen:
  - Schriften über Darmgicht, Maulsperre und den Dampf der Pferde (1778, 1779)
  - Psychologische Fragmente zur Makrobiotik. 1794.
  - Geheime Instruction für Wundärzte bei Leichen, Leichenöffnungen, Sterbfällen etc. 1799.
  - Das Judenthum in der Maurerey, eine Warnung an alle deutsche Logen, 1816